# Francis Basset
Francis Basset (9 août 1757-14 février 1835) de Tehidy dans la paroisse d'Illogan en Cornouailles, est un noble et homme politique anglais.

## Biographie

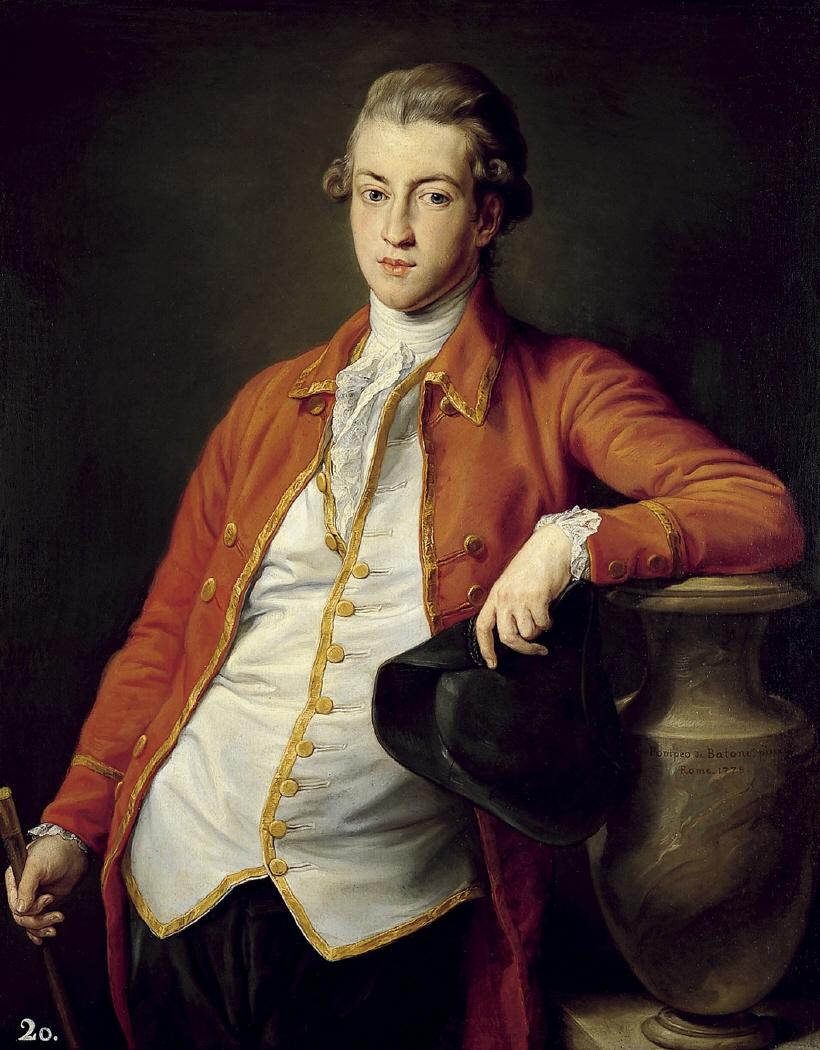
Francis Basset en 1778, peinture de Pompeo Batoni, Académie royale des beaux-arts de San Fernando, Madrid

Il est le fils aîné et l'héritier de Francis Basset (1715-1769) de Tehidy et de son épouse Margaret St. Aubyn, une fille de Sir John St Aubyn (3e baronnet) de Clowance en Cornouailles. Il fait partie de la branche cadette de la famille Basset, dont la branche aînée est installée à Umberleigh et Heanton Punchardon dans le nord du Devon. La branche de Cornouailles posséède plus de terres, et des nombreuses mines de minéraux et d'étain ce qui lui donne une grande richesse. Dolcoath, l'une des mines de cuivre les plus riches d'Angleterre, appartient aux Bassets. La concurrence des mines galloises contraint Francis à la fermer en 1787, mais l'amélioration du marché du cuivre lui permet de la rouvrir en 1799. Homme d'affaires astucieux, il est associé à la Cornish Bank de Truro et président de la Cornish Metal Company, et augmente ainsi sa fortune déjà considérable.

## Carrière

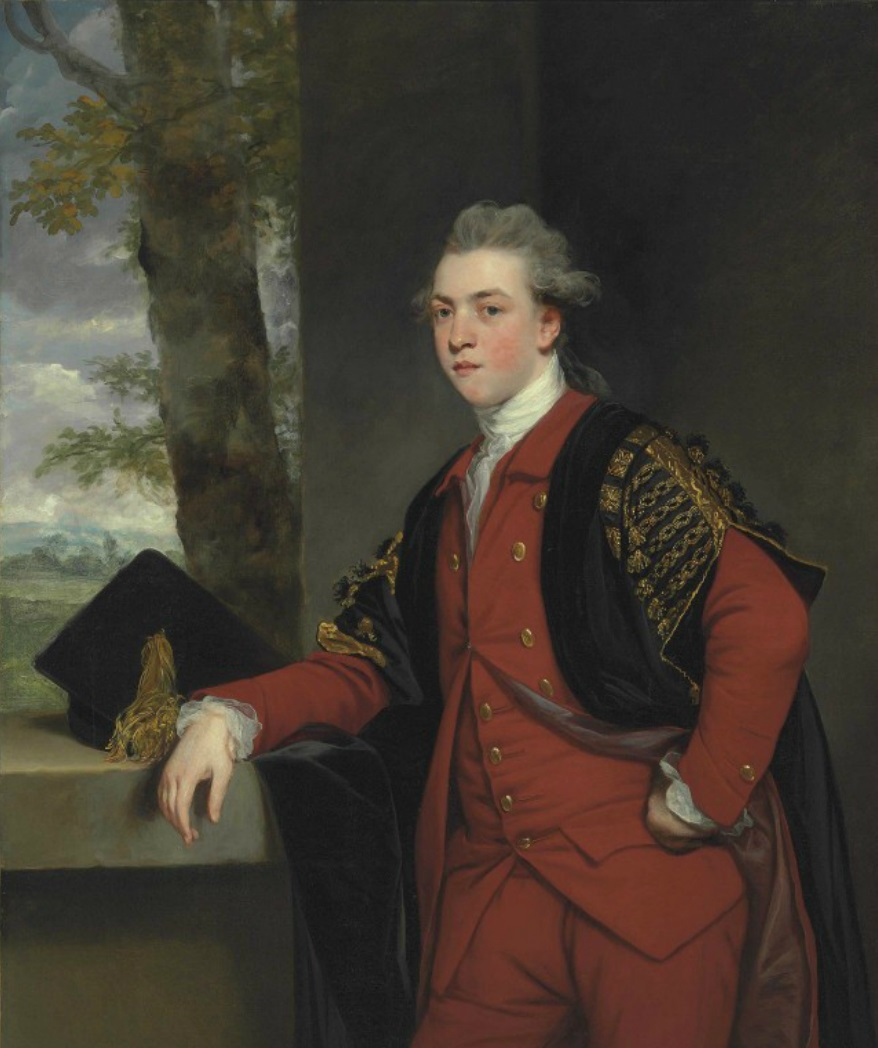
Francis Basset, vêtu d'un costume rouge et de robes de premier cycle, avec un mortier sur le mur à côté de lui. Portrait de Sir Joshua Reynolds, collection privée

Il est baptisé à Charlbury, Oxfordshire le 7 septembre 1757 et fait ses études à la Harrow School (1770-1771), au Collège d'Eton (1771-1774) et au King's College de Cambridge (1775). En 1777, il quitte l'université tôt pour effectuer un Grand Tour en Italie, avec le révérend William Sandys comme Cicerone. À Rome, il fait peindre son portrait par Pompeo Batoni, qui ne le termine qu'après le départ de Basset. Il est envoyé en Angleterre à bord du Westmorland, qui est saisi par les Français et vendu aux Espagnols. Deux portraits de lui par Batoni sont aujourd'hui dans les collections du Musée du Prado et de l'Académie royale des beaux-arts Saint-Ferdinand, Madrid .
Il retourne en Angleterre en 1778, et en partie en raison de la grande influence de sa famille, est nommé au poste de Recorder de Penryn en Cornouailles. Comme son père, il est député de l'arrondissement de Penryn (en 1760, son père possède 82 logements dans l'arrondissement, 36 de plus dans la paroisse et environ 60 de ses locataires sont des électeurs), qu'il occupe entre 1780 et 1796. La circonscription désigne deux députés, et l'autre, également élu en raison du contrôle de la famille Basset sur l'arrondissement, est à un moment donné son cousin germain Sir John St Aubyn, 5e baronnet.
En août 1779, dans le cadre de la campagne nationale pour contrer une flotte d'invasion franco-espagnole rassemblée dans le cadre de la Guerre d'indépendance des États-Unis, il fait marcher 600 mineurs de Cornouailles à Plymouth, renforce les défenses de cette ville et fortifie Portreath. En récompense, il est créé baronnet, "de Tehidy, comté de Cornouailles" le 24 novembre 1779.
À la suite de son mariage en 1780, il obtient finalement son diplôme de maîtrise en arts au King's College en 1786. Il achète Radnor House sur les rives de la Tamise à Twickenham, qu'il possède de 1785 à 1793 .
Il est l'une des figures politiques dominantes de Cornouailles, rivalisant d'influence avec le vicomte Falmouth et Sir Christopher Hawkins (1er baronnet). Chacun d'eux cherchr à utiliser ses pouvoirs de patronage pour contrôler les élections à la Chambre des communes. La Cornouailles, avec 44 sièges, est largement surreprésentée au Parlement étant donné sa population. Basset est personnellement en mauvais termes avec Hawkins, et ils se battent en duel en 1810, mais aucun n'est blessé. Sans surprise, il est un opposant déterminé à la réforme électorale, qu'il considère comme une menace pour sa propre base de pouvoir.
Il est élevé à la pairie le 17 juin 1796 en tant que baron de Dunstanville, et plus tard le 30 novembre 1797 également en tant que baron Basset de Stratton, avec un reste spécial pour sa fille.

## Mariage et descendance
Il se marie deux fois:
- Tout d'abord le 16 mai 1780 à l'Église St Marylebone à Londres, à Frances Susanna Hippesley-Coxe (décédée le 14 juin 1823), fille de John Hippesley-Coxe de Ston Easton dans le Somerset, avec qui il a une fille unique et héritière:
  - Frances Basset, 2e baronne Basset, qui hérite de sa deuxième baronnie suo jure conformément au reste spécial.
- En secondes noces, le 13 juillet 1824, il épouse Harriet Lemon (1777–1864), 4e fille de Sir William Lemon, 1er baronnet, de Carclew, et de son épouse Jane Buller. Ils n'ont aucun enfant.

Son deuxième mariage, quand il a près de soixante-dix ans, et si peu de temps après la mort de sa première femme, provoque quelques commentaires, et est généralement considéré comme inspiré uniquement par l'espoir de produire un héritier mâle: "la seule ambition dans sa vie qu'il n'a jamais accompli ". L'espoir d'un héritier masculin ne s'est pas réalisé, et il n'a pas de petits-enfants, car Frances ne s'est jamais mariée.
Il meurt le 14 février 1835 sans héritier masculin, après quoi sa baronnie de Dunstanville s'éteint de même que son titre de baronnet, tandis que la baronnie de Basset passe par le reste spécial à son seul enfant, Frances Basset, 2e baronne Basset, sa fille par son premier mariage.